# Conservatorium van Kortrijk

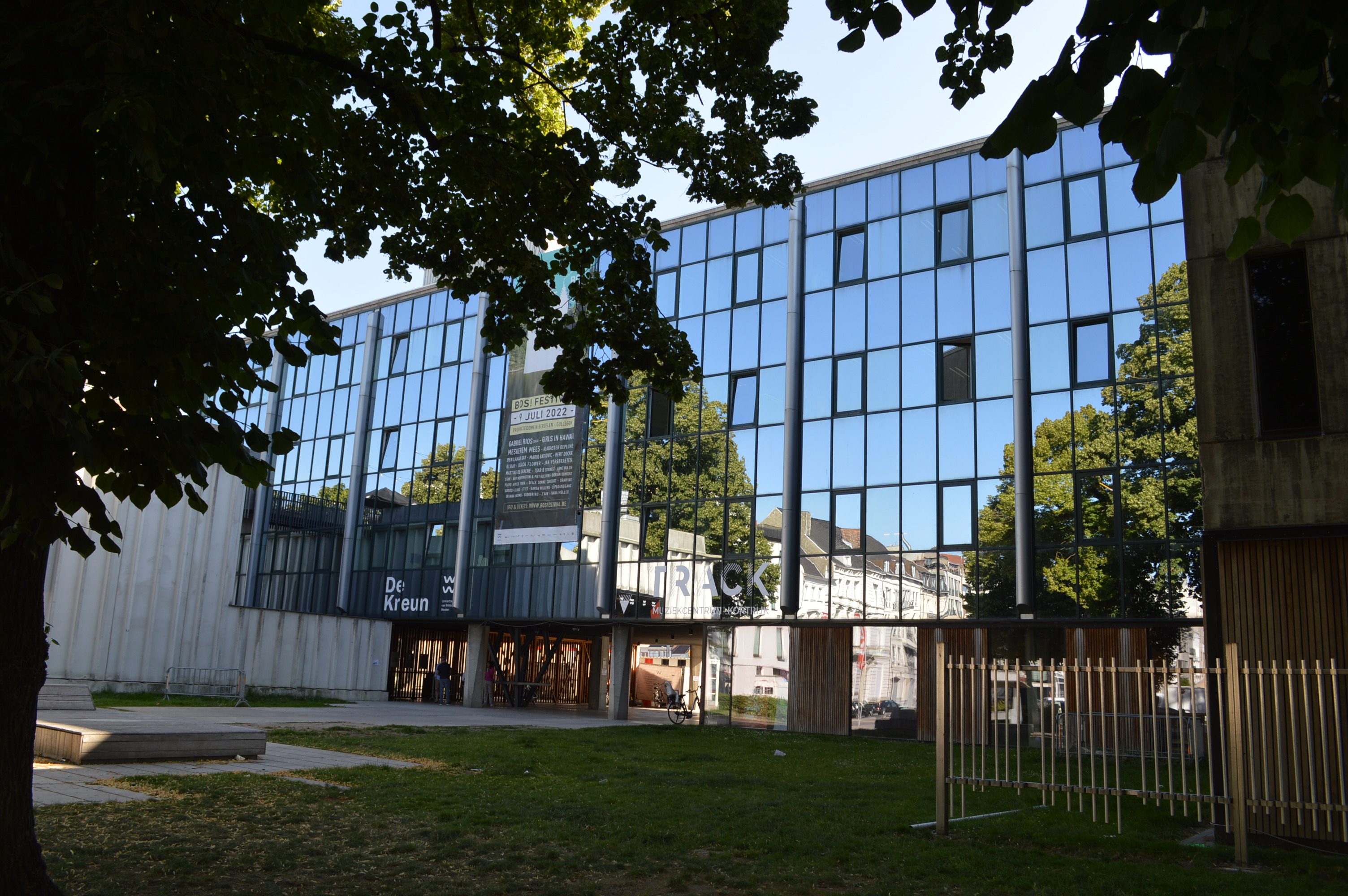
Conservatorium

Het Conservatorium van Kortrijk is een conservatorium annex academie voor muziek, woord en dans.
Dit opleidingsinstituut ontstond in de periode dat plaatselijke (amateur)harmonieorkesten, fanfares en koren meer behoefte hadden aan beter opgeleide musici. Voor de omgeving van Kortrijk betekende het de oprichting van de Académie de Musique, dat er mede kwam door de koor- en fanfarevereniging Cercle Musical van Ferdinand Van Eeckhout en Leopold Vanderghinste. Van Eeckhout werd de eerste directeur van de academie. De groei van het verenigingsleven zorgde voor flinke aanwas van spelers op allerlei muziekinstrumenten; eventuele muziekgeschiedenis werd via een parallelle priveles-constructie gegeven. Het instituut had niet al te veel last van de Eerste Wereldoorlog, pas in het seizoen 1918/1919 moesten de losse afgezegd worden; het gebouw kwam in handen voor de Hulpkomiteit. Plaats van handeling was tot dan toe het Begijnhof. Na genoemd cursusjaar groeide de academie verder en moest een dependance aan de Heilige Geeststraat in gebruik genomen worden. In 1932 werd op indicatie van Emiel Hullebroeck de muziekschool gepromoveerd tot Muziekacademie Kortrijk. In 1940 kon de instelling (weer op initiatief van Hullebroeck) de naam Conservatorium van Kortrijk voeren; ze kon lesgeven in het hoger onderwijs op muziekgebied. De school maakte in die jaren tevens de ommezwaai van Frans naar Nederlands. Het vertrok naar de St-Janslaan en nam een nieuwe naam aan: Stedelijk Muziekconservatorium van Kortrijk.Tijdens de Tweede Wereldoorlog moest het conservatorium, dan onder leiding van Prosper Van Eechaute steeds verhuizen, waarbij steeds nieuwe klachten ontstonden. Een van die plekken het Sint-Albertuscollege in Kortrijk werd tijdens die oorlog gebombardeerd; lessen verhuisden weer naar de Heilige Geeststraat, maar examens zaten er in de periode maart 1944-maart 1945 niet in. Na de oorlog begon het conservatorium weer te groeien en onder initiatief van Van Eechaute (werkte er tot 1964) en Léon Saey kreeg hij conservatoriumconcerten van de grond met als hoogtepunt de uitvoering van het Gulsensporenspel, dat Van Eechaute had gecomponeerd op tekst van Willem Putman. In de jaren zeventig onder bewind van Abel Mathys groeide het leerlingenaantal tot 1970 mede door de inlijving van een balletopleiding. In 1978 werden de opleidingen gecentraliseerd naar nieuwbouw aan het Conservatoriumplein 1. Daarvoor en daarna kwamen er steeds meer nevenvestigingen in de wijken, zoals bijvoorbeeld Aalbeke en Heule.    
Het nieuwbouwcomplex werd ontwerpen door architecten A.G. en P.A. Pauwels en werd vanaf 1970 gebouwd op de plek van de afgebroken gevangenis. Het kreeg een geometrisch glazen uiterlijk staande op pijlers. Ook Radio 2 West-Vlaanderen en Muziekcentrum Track en concertzaal De Kreun vonden onderdak in het gebouw.